# Orthogonioptilum garnieri
Orthogonioptilum garnieri är en fjärilsart som beskrevs av Thierry Bouyer 1987. Orthogonioptilum garnieri ingår i släktet Orthogonioptilum och familjen påfågelsspinnare. Inga underarter finns listade i Catalogue of Life.